# Despierta (canción de Bunbury)
«Despierta» es una canción compuesta e interpretada por el cantautor español Enrique Bunbury incluida en su octavo álbum de estudio en solitario Palosanto, además fue lanzado como el sencillo principal por su discográfica Warner Music el 17 de septiembre de 2013.

## Antecedentes y signficado
Fue escrita por Bunbury y la letra habla y trata sobre el autodescubrimiento, la autenticidad y la liberación personal.

## Vídeo musical
Se estrenó oficialmente en su canal de YouTube el mismo de día de lanzamiento (el 17 de septiembre de 2013) en el cual participa el periodista Iker Jiménez; el vídeo estuvo dirigido a cargo de Alexis Morante.

## Posición en listas

### Listas semanales
| Lista                     | Posición |  |
| ------------------------- | -------- |  |
| España Top 100            | 44       |  |
| España Los 40 principales | 29       |  |